# 257P/Catalina
257P/Catalina – kometa krótkookresowa, należąca do rodziny Jowisza. 

## Odkrycie
Kometa została odkryta 26 kwietnia 2003 roku w ramach programu obserwacyjnego Catalina Sky Survey.

## Orbita komety i właściwości fizyczne
Orbita komety 257P/Catalina ma kształt elipsy o mimośrodzie 0,43. Jej peryhelium znajduje się w odległości 2,13 j.a., aphelium zaś 5,38 j.a. od Słońca. Jej okres obiegu wokół Słońca wynosi 7,28 roku, nachylenie do ekliptyki to wartość 20,24˚.
Jądro tej komety ma rozmiary maks. kilku km.